# Staurois latopalmatus
Staurois latopalmatus é uma espécie de anfíbio anuro pertencente família Ranidae.
É um anfíbio de médias dimensões: os machos atingem cerca de 5 cm e as fêmeas cerca de 7 cm. Tem um focinho arredondado e curto. As patas são muito musculadas.
O dorso é de cor negra com marcas amareladas e esbranquiçadas. O ventre é de cor clara.
Ocorre a altitudes até aos 800 m, em florestas húmidas da Indonésia e da Malásia.